# Борьба без одежды
Борьба без одежды — древнейшая разновидность спортивной борьбы. В соревновательной форме (как спорт) практиковалась с доисторических времён до конца античности. В современном мире практикуется, главным образом, в развлекательно-рекреационной форме, но в отдельных разновидностях (с использованием разного рода соревновательных смазок) может практиковаться в форме соревнований. Чтобы отличать от пляжной борьбы (регулируемой ФИЛА), современные женские состязания по борьбе без одежды именуются «борьбой без бикини».

## История

Древняя амфора, на которой изображены занятия по борьбе в мужской палестре

Борьба без одежды практиковалась как до появления одежды, так и после. С появлением одежды и развитием современной борьбы как вида спорта, борьба без одежды практиковалась, поскольку она исключает возможность захвата соперником за одежду, а современные облегающие трико из прочных синтетических тканей ещё не были изобретены. Кроме того, древняя повседневная одежда была не слишком удобной для борьбы и занятий спортом вообще. В Древнем Египте борьба без одежды была мужским занятием. В древнегреческий период борьба без одежды не являлась каким-то исключительным видом спорта, соревнования (αγώνας) по всем остальным видам спорта тоже практиковались без одежды. Борьба без одежды практиковалась как среди мужчин, так и среди женщин, причём как среди взрослых, так и среди детей. Известно, что в Спарте существовали специальные спортивные школы для девочек («нюда-палестра», греч. νυδα παλαίστρα, лат. nuda palæstra), где учениц обучали борьбе без одежды. Видевшие это римские авторы стали называть будничное обнажение женщиной своего тела «дорийской модой», а наготу — «дорийской одеждой». В греческих спортивных школах для мальчиков, юные борцы не просто занимались без одежды, — по завершении занятий в школе, нагими они строились в колонну и в таком виде маршировали строем через весь город в свой квартал. В таком же виде, мальчишки-соседи из одного городского квартала собирались с утра, строились в колонну и отправлялись в спортивную школу на занятия. Эта практика настолько органично вписывалась в культуру древнегреческого общества, что тематика обнажённой борьбы нашла широкое отображение в произведениях античного искусства. Выражение «[выйти на бой] голым(-ой) как борец» в переносном смысле стало означать проявление доблести.

## Разновидности

### Исторические
В античный период борьба без одежды нередко применялась в сочетании со смазыванием тела спортсменов оливковым маслом.

### Современные

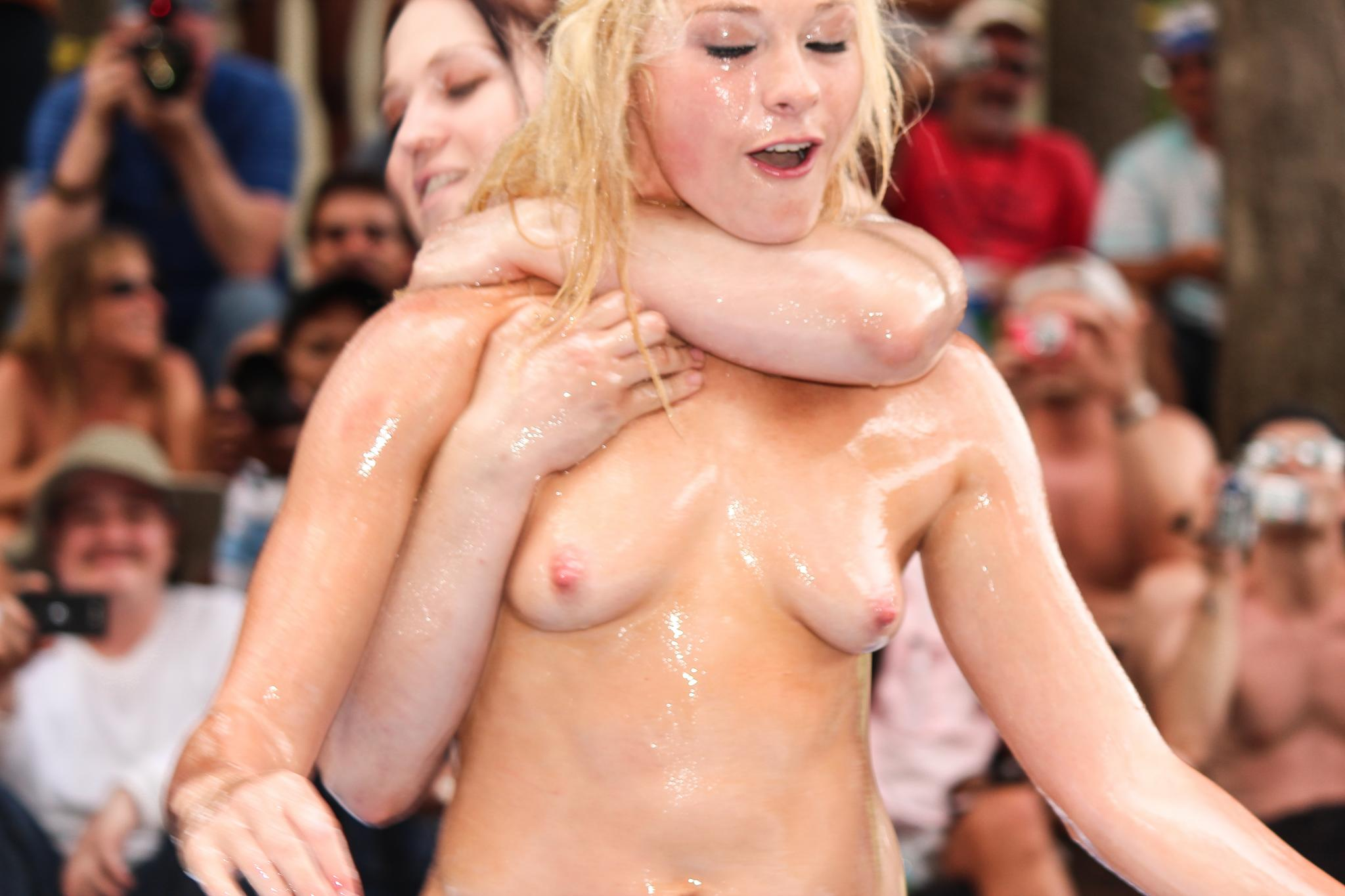
Современные женские соревнования по борьбе без одежды в США

Женская борьба вольного стиля по меркам современности является относительным нововведением (первый чемпионат мира состоялся в 1987 году) по сравнению с женской борьбой без одежды, практикуемой в двух разновидностях, в зависимости от типа соревновательной площадки:
- в воде, в прозрачном бассейне,
- в мягком надувном бассейне с применением смазок.

Традиция современной женской борьбы без одежды практикуется на Западе с начала периода Сексуальной революции, причём предпосылки к феминизации борьбы и постепенному обнажению спортсменок были заложены ещё в период Великой депрессии. Современные разновидности так же применяются в сочетании со смазыванием тела спортсменок различными субстанциями, например, с использованием масла или искусственной грязи в качестве соревновательного лубриканта. Кроме натуральных и искусственных масел, гелей и , в качестве смазок применяются экзотические съедобные субстанции: различные густые сиропы (фруктовые, плодово-ягодные и шоколадные), желеобразные концентраты, а также другие текучие и вязкие субстанции, включая мороженое, томатный соус и т. д.

## Регулирующие органы
Борьба без одежды не регулируется Международной федерацией объединённых стилей борьбы (ФИЛА), поэтому в отдельных странах мира существуют свои собственные регулирующие организации.